# نجیل کاظم آکسس
نجیل کاظم آکسس (به ترکی استانبولی: Necil Kazım Akses) (زاده ۶ مه ۱۹۰۸ - مرگ ۱۶ فوریه ۱۹۹۹) آهنگساز کلاسیک ترک بود.

## زندگی
آکسس موسیقی و آهنگسازی را در مدرسه موسیقی در وین زیر نظر جوزف مارکس و در هنرستان موسیقی پراگ زیر نظر یوزف سوک و آلویس هابا فرا گرفت. او در بنیان‌گذاری هنرستان ایالتی آنکارا با پل هیندمیت همکاری کرد و مدتی به عنوان مدیر هنرستان کار می‌کرد.
آکسس همراه جمال رشیت ری، اولوی جمال ارکین، احمد عدنان سایگون و حسن فریت آلنار متعلق به گروهی به نام پنج ترکیه‌ای (که اشاره به پنج روسی است) بودند که اولین آهنگسازان ترک بودند که سنت موسیقی ترکیه را با تکنیک‌های آهنگسازی کلاسیک غربی تطبیق دادند.
در سال ۱۹۴۹، آکسس وارد خدمت دولت ترکیه شد. وی همچنین به عنوان رایزن فرهنگی ترکیه در برن و بن نیز کار کرد.
آکسس آهنگ‌های ارکسترال، موسیقی مجلسی و قطعاتی برای پیانو نوشته‌است. مشهورترین اثر وی کنسرت ویولن (۱۹۶۹) است.

## آثار

### اپرا
- مته، اپرا یک صحنه‌ای. لیبرتو: یاشار نبی نایر (۱۹۳۳)
- Bay önder، اپرا یک صحنه‌ای .(۱۹۳۴)
- تیمور، اپرا در صحنه. (ناقص) (۱۹۵۶)
- MİMAR SİNAN، اپرا. (دهه ۱۹۸۰)

### ارکستر
- شعر (۱۹۳۲–۳۳۳) (نمایش در ۲۹ اکتبر ۱۹۳۳ - پراگ)
- یادآوری تابستان - صبح در بسفر (۳۳–۱۹۳۲) (نمایش در ۲۹ اکتبر ۱۹۳۳ - پراگ)
- "Çiftetelli" Op.6 (سمفونی رقص) (۱۹۳۳) (اجرای اول ۱۹۳۴-پراگ)
- "Bayönder Suite" از اپرا "بایوندر" (۱۹۳۴)
- "ارگ آنکارا" - شعر سمفونیک - (۱۹۳۸–۱۹۳۸) انتشارات هنرستان ایالتی آنکارا (اجرای اول: اکتبر ۱۹۴۲-آنکارا)
- "باله" (۱۹۴۷) (انتشارات هنرستان شماره ۵۵ دولت) (اجرای اول: ۱۴ آوریل ۱۹۴۸-آنکارا)
- "دو رقص عتیقه" (نسخه ارکسترال) (۲۳ می ۱۹۶۲) (انتشارات هنرستان دولتی شماره ۴۰) (اجرای اول: ۲۵ نوامبر ۱۹۶۹-آنکارا)
- سمفونی شماره 1 (1966) (انتشارات هنرستان دولتی) (اجرای اول: ۱۰ نوامبر ۱۹۶۷-آنکارا)
- Scherzo on Neva K Itr (1970) (اجرای اول: ۲۵ دسامبر ۱۹۷۰-آنکارا-)
- "" Slenleniş "(فراخوان) برای پنجاهمین سالگرد جمهوری ترکیه" (۱۹۷۳) (اجرای اول: ۲۷ اکتبر ۱۹۷۳-آنکارا)
- کنسرت برای ارکستر (۱۹۷۶–۱۹۹۷) (اجرای اول: ۱ آوریل ۱۹۷۷-آنکارا)
- سمفونی شماره ۲ (برای ارکستر سازهای زهی) (۱۹۷۸) (انتشار خصوصی) (اجرای کنسرت اول: ۴ فوریه ۱۹۹۷-آرک آباد-ترکمنستان)
- سمفونی شماره 3 (1979-1980) (اجرای اول: ۲ مه ۱۹۸۰-آنکارا)
- "جنگ برای صلح - به یاد آتاتورک" (شعر سمفونیک) (۱۹۸۱ اجرای اول: ۲۶ مارس ۱۹۸۲-آنکارا)
- سمفونی شماره 4 "Sinfonia Romanesca Fantasia" (برای ویولن تک و ارکستر) (۱۹۸۲–۱۹۸۳) (اجرای اول: ۹ ژانویه ۱۹۸۷-آنکارا)
- سمفونی شماره ۵ " آتاتورک چنین گفت" / "Sinfonia Rhetorica" (سمفونی بلاغی برای تکنوازی تنور، گروه کر، گروه کر کودکان، ارگ و ارکستر) (۱۹۸۸) (اجرای اول: ۲۶ اکتبر ۱۹۸۹-استانبول)
- سمفونی شماره ۶ "ülümsüz Kahramanlar" (قهرمانان جاوید) (برای باریتون تک، کر و ارکستر بزرگ) (۱۹۹۲)

### موسیقی آوازی
- "شعر و موسیقی" (برای باس باریتون و ارکستر) (۱۹۳۵) (انتشارات هنرستان دولتی شماره ۴۹)
- حماسه سمفونیک "برای ۵۰ سال جمهوری ما" (برای تکنوازی سوپرانو، کر و ارکستر) (۱۹۷۳) (انتشارات هنرستان دولتی)
- "رژه تک‌نوازها" (از اپرای "تیمور") (برای سوپرانو، mezzo-soprano، بارتیون و ارکستر) (۱۹۷۴)
- "متن ترانه یک دیوان" (برای تنور و ارکستر تنور) (۱۹۷۶) (اجرای اول: ۲۴ دسامبر ۱۹۷۶-آنکارا-عثمان گکوکولو)

### تکنوازی و ارکستر بدون متن
- «شعر» (برای ویولن سل و ارکستر انفرادی) (۱۹۴۶) (انتشارات هنرستان دولتی شماره ۲۵) (اجرای اول: ۲۹ ژوئن ۱۹۴۶-آنکارا)
- کنسرت ویولن (۱۹۶۹) (انتشارات کنسرواتوار دولتی) (اجرای اول: ۵ مه ۱۹۷۲-آنکارا)
- کنسرتو ویولا (۱۹۷۷) (اجرای اول: ۱۴ آوریل ۱۹۷۸-آنکارا)
- «ایدیل» (برای ویولن سل و ارکستر) (۱۹۸۱) (اجرای اول ۲۰ مارس ۱۹۸۱-آنکارا-)

### موسیقی پیانو
- پیش‌درآمدها (برای پیانو) (۱۹۲۹)
- اختراع ترکی (برای پیانو)
- پنج قطعه پیانو (۱۹۳۰) انتشار جهانی سازمان ملل متحد ۹۶۲۵)
- سونات پیانو (۱۹۳۰) (انتشار Jorj D.Papajorjiu شماره ۷۳) (اجرای اول: ۵ مه ۱۹۳۱-وین: فردریش استاتزر)
- «مینیاتورها» (برای پیانو) (انتشارات جورجی دی. پاپاجورجیو شماره ۸۰) (۱۹۳۶)
- دو رقص عتیقه (نسخه پیانو)
- ده قطعه پیانو (۱۹۶۴) (انتشارات هنرستان دولتی آنکارا شماره ۲۳)